# Sempervivum globiferum
Sempervivum globiferum, auch Gewöhnliche Fransenhauswurz oder Sprossende Fransenwurz oder Donarsbart genannt, ist eine Pflanzenart aus der Sektion Jovibarba in der Gattung der Hauswurzen (Sempervivum) innerhalb der Familie der Dickblattgewächse (Crassulaceae).

## Beschreibung

### Vegetative Merkmale
Sempervivum globiferum erreicht blühend eine Wuchshöhe von 8 bis 35 Zentimetern. Der Durchmesser der Blattrosetten der Gewöhnlichen Fransenhauswurz beträgt 0,5 bis – in Ausnahmefällen – 7 Zentimeter. Die Rosetten sind normalerweise grünlich bis bleich-gelbgrün und die Rosettenblätter an ihren Spitzen oder Außenseiten meist mehr oder weniger rot bis rotbraun gefärbt. Mitunter sind sie – wie bei der Unterart Allionis Fransenhauswurz – flaumig-drüsig behaart. Ihre Tochterrosetten entstehen kugelförmig an kurzen, fadenförmigen Stolonen auf der Mutterrosette, oft an den mittleren Axillen, sie lösen sich leicht und bilden dann Tochterrosetten.

### Generative Merkmale
Die zwittrige Blüte ist röhrig-glockenförmig. Sie haben meist sechs, selten fünf oder sieben weißlich-gelben bis trüb-blassgelben Kronblätter. Die Kronblätter sind stark gekielt und deren Ränder sind gefranst.
Die Chromosomenzahl beträgt 2n = 38.

## Systematik und Verbreitung
Sempervivum globiferum ist in Mittelgebirgen nördlich und östlich der Alpen, in den Südwestalpen, den Ostalpen und in Osteuropa verbreitet. Sie ist in Deutschland durch die BArtSchV besonders geschützt.
Die Erstveröffentlichung von Sempervivum globiferum erfolgte 1753 durch Carl von Linné in Species Plantarum, Tomus I, S. 463. Synonyme sind Jovibarba globifera (L.) J.Parn. und Sempervivum soboliferum Sims.
Je nach Autor gibt es mehrere Unterarten:
- Allionis Fransenhauswurz[6] (Sempervivum globiferum subsp. allionii (Jord. & Fourr.) ’t Hart & B.Bleij):
Südwestalpen, Urgesteinszonen (Meeralpen, Gran-Paradiso-Gebiet)
- Zwerg-Fransenhauswurz bzw. Sand-Fransenhauswurz[6] (Sempervivum globiferum subsp. arenarium (W.D.J.Koch) ’t Hart & B.Bleij), Syn.: Jovibarba arenaria (W.D.J.Koch) Opiz):
 Sie kommt in Deutschland in nordöstlichen Bayern vor, in Österreich in Salzburg, Kärnten, Osttirol, in der Steiermark und im italienischen Südtirol.[2]
- Verkahlende Fransenhauswurz (Sempervivum globiferum subsp. glabrescens (Sabr.) M.Werner)[7]:
östlich und nordöstlich der Alpen liegende Gebiete zwischen der Gulsen (Ostalpen) und den Ostkarpaten.
- Sprossende Fransenhauswurz bzw. Sprossender Donarsbart[6] (Sempervivum globiferum L. subsp. globiferum, Syn.: Sempervivum soboliferum Sims, Jovibarba sobolifera (Sims) Opiz):
 Sie kommt vor in Gebieten nördlich (Schwarzwald, Schwäbische Alb, Sudeten) und nordöstlich der Alpen, in (Tschechien und in Polen. Sie wird auch angepflanzt und verwildert daraus und ist in Hessen und Thüringen in Einbürgerung begriffen.[2]
- Kurzhaar-Fransenhauswurz[6] (Sempervivum globiferum subsp. hirtum (L.) ’t Hart & B.Bleij, Syn.: Sempervivum hirtum L., Jovibarba hirta (L.) Opiz):
Vorgebirge der Nördlichen und Östlichen Kalkalpen, Ostalpen, Karpaten. In Österreich kommt sie in Oberösterreich, Niederösterreich, Burgenland, Kärnten, Osttirol und in der Steiermark vor; in Sachsen ist sie in Einbürgerung begriffen.[2]
- Sempervivum globiferum subsp. lagarinianum (L.Gallo) R.Stephenson[8]:
Val Lagarina, Endemit.
- Tatra-Fransenhauswurz (Sempervivum globiferum subsp. preissianum (Domin) M.Werner)[9]:
 Sie hat Vorkommen in Polen, in der Slowakei, in Rumänien, in der Ukraine und in Georgien.[10]
- Mittlerer Donarsbart (Sempervivum globiferum subsp. pseudohirtum Leute, Syn.: Jovibarba globifera subsp. pseudohirta (Leute) Letz):
Sie kommt in Südtirol und in Osttirol vor.[2]

Die Unterarten sind teils an unterschiedliches Substrat angepasst, so sind Allionis Fransenhauswurz, die Zwerg- bzw. Sand-Fransenhauswurz ausschließlich und die Tatra-Fransenhauswurz meist an saures Substrat gebunden, während die Kurzhaar-Fransenhauswurz so gut wie immer auf Kalk vorkommt. Die Verkahlende Hauswurz siedelt sowohl auf Kalk, aber auch z. B. auf Porphyr, ja sogar serpentinitischem Gestein. Auch die Sprossende Fransenhauswurz ist nicht strikt an bestimmtes Bodenmilieu gebunden.
Die Fransen-Hauswurz kommt oft in Felsgrus- und Felsband-Gesellschaften vor. Pflanzensoziologisch gesehen ordneten Oberdorfer et al. sie – was für manche ihrer Taxa zutrifft – als die Charakterart des Sempervivetum soboliferae aus dem Verband Alysso-Sedion ein. Unter dem Alysso-Sedion versteht man laut Oberdorfer et al. eine „Pioniergesellschaft auf kalkreichen, meist flachen Felsgrusflächen und Felsaufstössen“, die im Fall mancher Taxa von Sempervivum globiferum von den beiden Fetthennen-Arten Sedum acre und Sedum sexangulare charakterisiert ist. Manche Taxa kommen darüber hinaus auch in Pflanzengesellschaften des Verbands Cytiso-Pinion vor, also in boreal-subkontinentalen Kiefern-Steppenwäldern.

## Verwechslungen
Als Sempervivum globiferum wurden zwischen 1778 und 2005 „irrtümlich“ auch andere Taxa von Sempervivum bezeichnet, so in früherer Zeit Sempervivum wulfenii und Sempervivum ruthenicum. Bis 2005 wurden auch flaumig behaarte Hauswurzen aus dem Kaukasus, Transkaukasus und der heutigen Türkei „fälschlicherweise“ so benannt.

## Nutzung
Von dieser Art werden von Liebhabern sowohl die Unterarten und diverse Fundortformen, als auch Farbauslesen sowie Kreuzungen mit Sempervivum heuffelii (Sempervivum ×nixonii) kultiviert.
Sempervicum globiferum subsp. globiferum wird in Franken und in Mitteldeutschland oft auf Mauern, Dächern und als Grabschmuck auf Friedhöfen kultiviert. Das Verbreitungsgebiet dieser „Sitte“ zeigt weitgehende Übereinstimmung mit der slawischen Besiedlung.

## Bilder

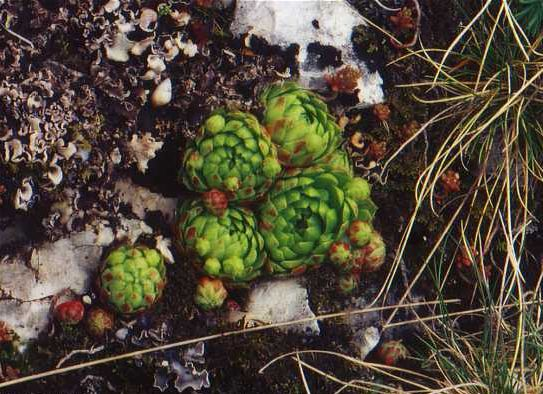
Sempervivum globiferum subsp. globiferum, Lochenstein, Schwäbische Alb, Deutschland, wächst hier auf Kalkgestein.
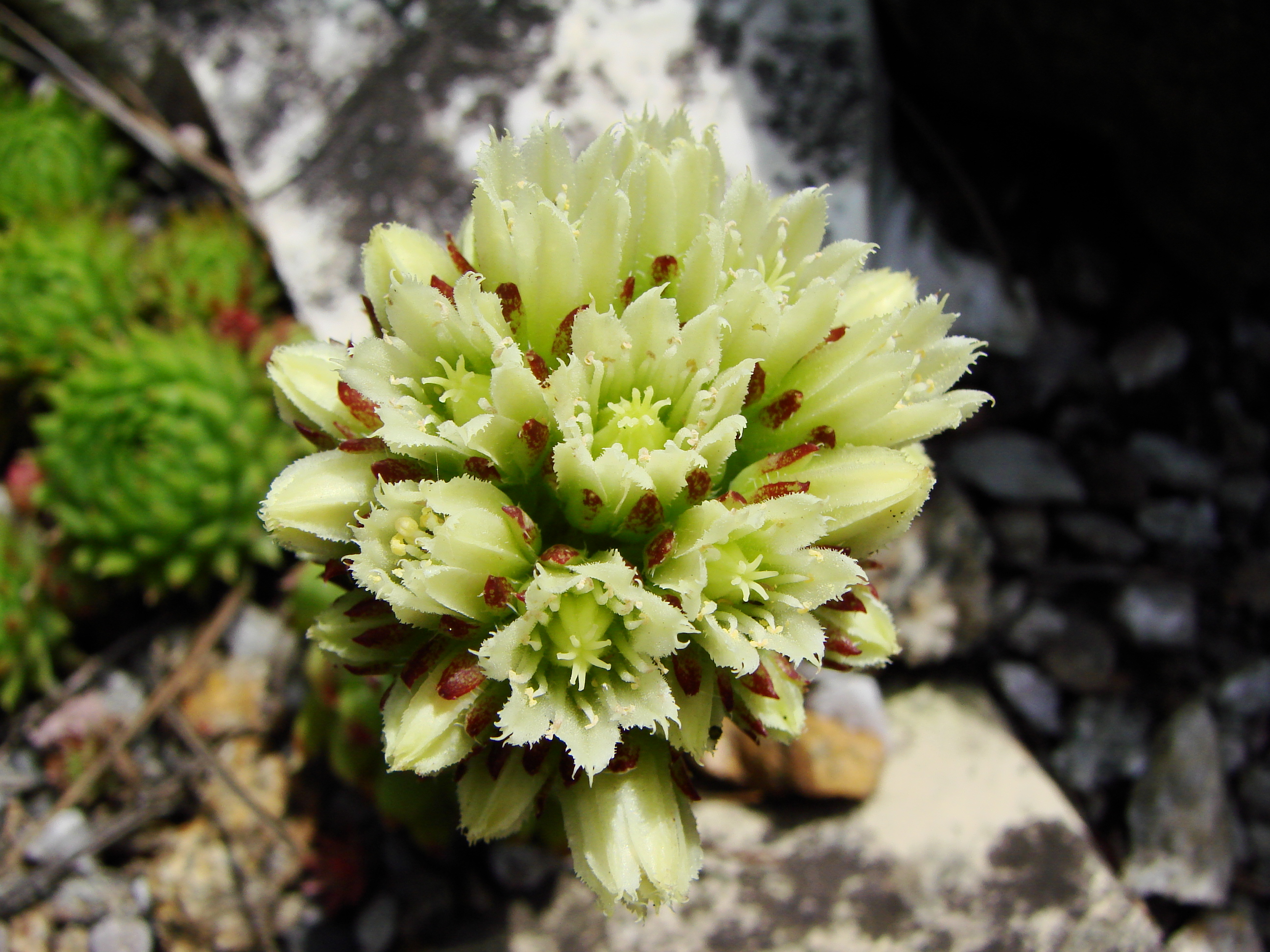
Blütenstand von Sempervivum globiferum subsp. globiferum, Botanischer Garten, Wrocław (Polen)
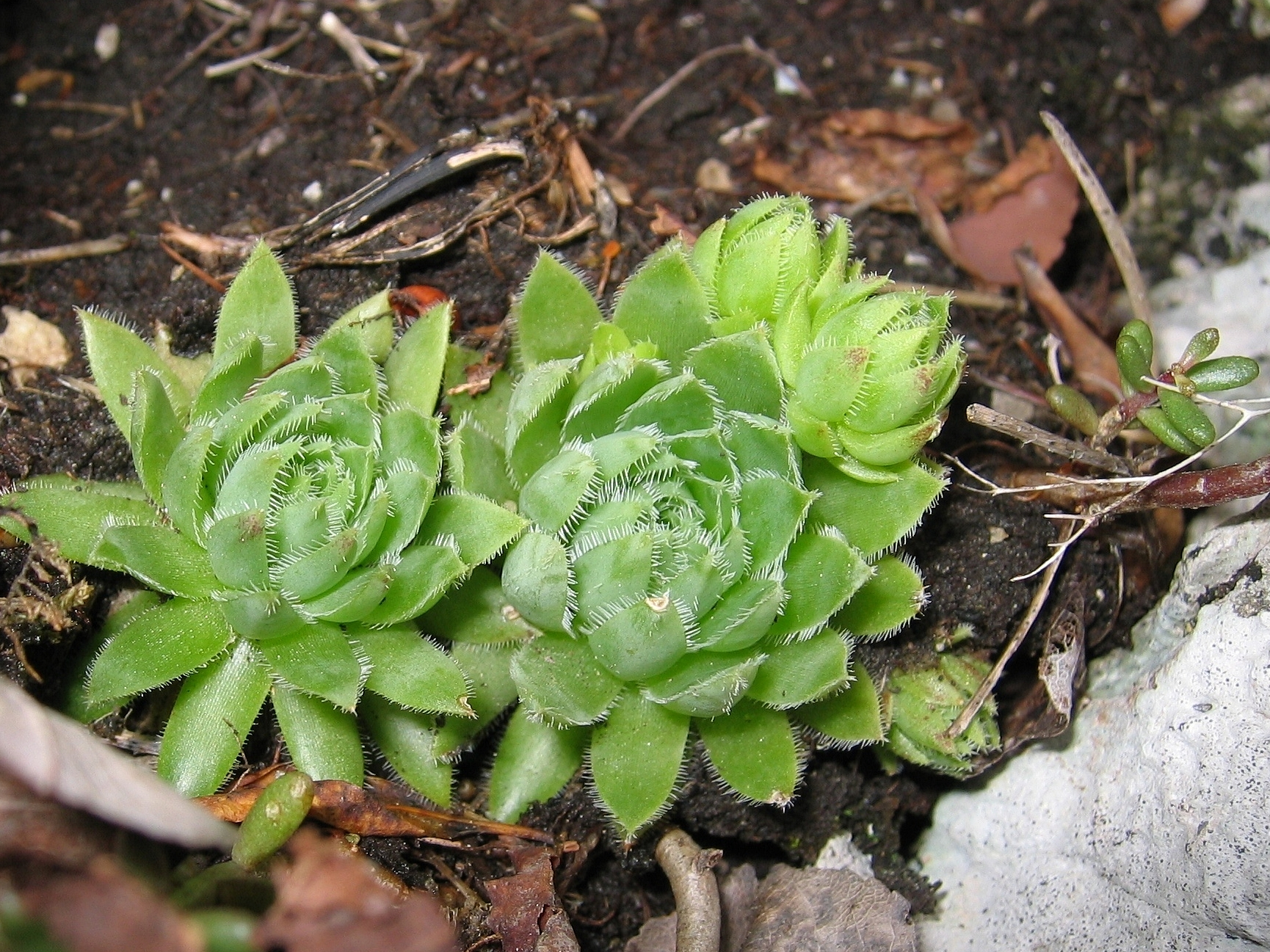
Rosetten von Sempervivum globiferum subsp. hirtum, Miesweg, Traunsee, Oberösterreich, Österreich
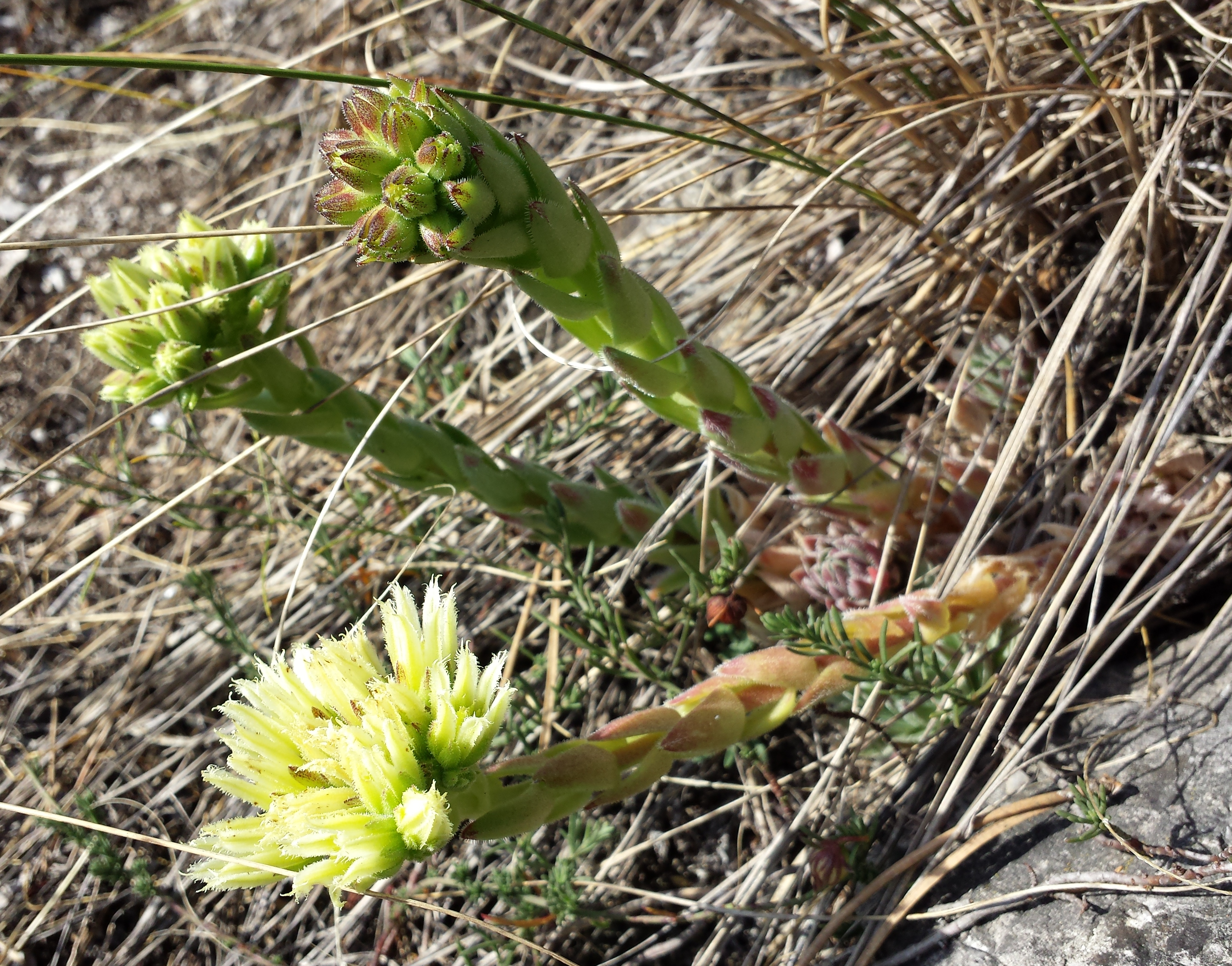
Sempervivum globiferum subsp. hirtum, Mödlinger Klause, Niederösterreich